# اچ‌ام‌اس مرکوری (۱۷۷۹)
اچ‌ام‌اس مرکوری (۱۷۷۹) (به انگلیسی: HMS Mercury (1779)) یک کشتی بود که طول آن ۱۲۰ فوت ۹ ۳⁄۴ اینچ (۳۶٫۸۲۴ متر) بود. این کشتی در سال ۱۷۷۹ ساخته شد.